# عصيدة
العَصِيِدَة أو العَصِيِد هي طبق عربي من الدّقيق المخلوط بالماء مع مُحلٍّ، عادةً ما يكون سُكّراً أو دبساً أو عسلاً. العصيدة من الأكلات والحلويات الشعبية المشهورة ولها مكانة خاصة في المناسبات الاجتماعية. وتعد إحدى الوجبات الرئيسة في السودان واليمن وشرق السعودية وجنوبها (ومنها يشتق نوع آخر يعرف بالمطيط أو الزوم)، وتختلف أنواع العصيدة في السودان من منطقة إلي أخرى وذلك باختلاف مكوناتها ففي بعض المناطق تصنع من دقيق الذرة وفي مناطق أخرى من دقيق الدخن. اما في ليبيا وتونس فتقدم في أسبوع المولود الجديد، أو احتفالاً بالمولد النبوي وفي الجزائر أيضاً، العصيدة طبق تقليدي شتوي راسخ، كما أن لها مكانة خاصة في المناسبات الاجتماعية. وهي عبارة عن دقيق قمح مطبوخ بالماء. يقدم على شكل نصف كرة وتؤكل باليد. وقد يضاف إليها العسل، أو السمن أو رب التمر أو رُب الخروب أو اللبن. وتختلف العصيدة عن العصيدة في بلاد المغرب العربي فهي ليست سائلة بل كتلة متماسكة مما يجعلها وجبة حقيقية. أما في اليمن يضاف إليها المرق، أو الحقين.

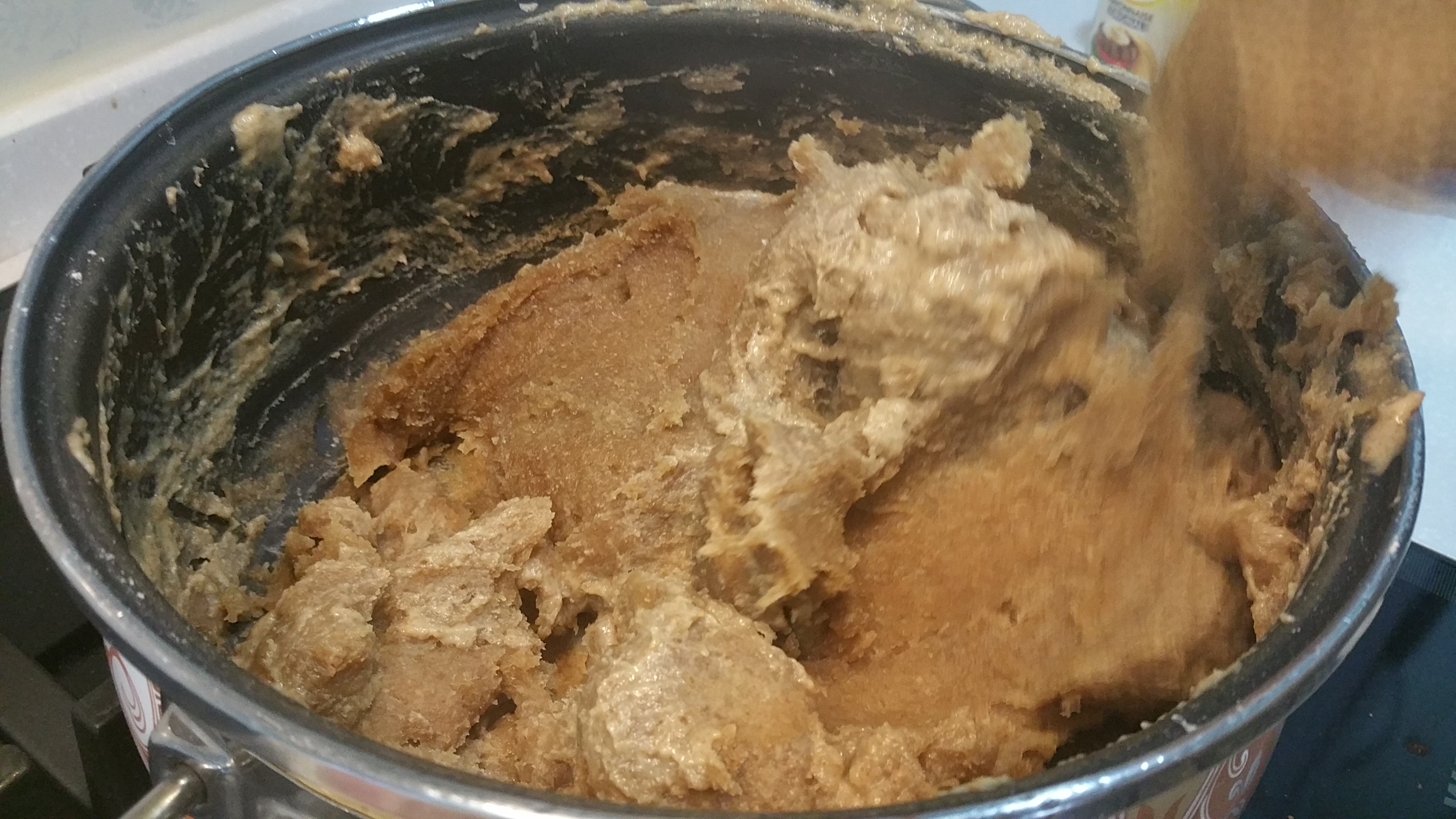
مرحلة التقليب، إحدى مراحل طهو العصيدة.

## المكونات الأساسية
- 2 كوب ماء.
- 2 كوب دقيق قمح.
- ملح.
- زيت زيتون.
- ماء.
- رب التمر، أو عسل النحل، أو زبدة أو اللبن.

## التحضير
يوضع كوبان من الماء في طنجرة أو قدر على النار، إلى أن يغلي، ثم يضاف إليه الملح، وقليل من الزيت أو الزبدة، ثم يضاف كوبا الدقيق إلى الماء المغلي مرة واحدة مع التحريك المستمر وبسرعة (تستعمل ملعقة خشب أو المعصدة)، وبسرعة يحرك حتى يجف الماء وتتكون كتلة متماسكة، ثم ترفع عن النار وتعصد جيدًا، ثم تُرَد على النار، ويصب عليها كوب ماء مغلي، وتترك حتى تنضج على النار، ثم تنزل بعد ما يجف الماء، وتعصد مرة أخرى باليد على شكل العصيدة المعروف (نصف كرة)، وتصب عليها الزبدة ورُب..

## القيمة الغذائية
بحسب موقع ملصق، فإن 100 جرام من العصيدة السعودية تحتوي على:
- السعرات الحرارية: 427
- الكربوهيدرات: 77 جرام
- الدهون: 12 جرام
- البروتين: 3.5 جرام

## العصيدة والشتاء
في فصل الشتاء، كان سكان المنطقة الجنوبية بالسعودية، يردّدون أهزوجة "يا ليت عندي عصيدة وأربع صواني مرق.. وآكل منها حتى يسيل العرق"، خصوصًا في فصلي الربيع والشتاء، إذ تكون درجات الحرارة منخفضة بالمنطقة الجنوبية أو قاسية البرودة، والعصيدة ذات قيمة غذائية، تقوم برفع درجة حرارة الجسم.

## العصيدة ومرض السرطان
إحدى الدراسات التي قدمتها جامعة هارفارد، ذكرت عددًا من الفوائد الصحية بتناول 70 غرام من الحبوب الكاملة يوميًا، أي ما يعادل طبق من العصيدة، ونصت الدراسة بأن تناول العصيدة على الإفطار، قد يكون له القدرة على الحماية من الوفاة الناتجة عن السرطان.

## عصيدة عمرها 32 ألف سنة
في ثمانينات القرن الماضي، اكتشف علماء إيطاليون عصيدةً في كهف يعود تاريخها إلى 32 ألف سنة، حيث قام العلماء بجامعة فلورنسا بفحص الحبوب، ووجدوا الكثير من الحبوب المطحونة ومعظمها من الشوفان.
ومع البحث، تبين أن هذه الحبوب كانت تُطحن وتُحوّل إلى عصيدة، مع أن النظام الغذائي في العصر الحجري في الغالب، يكون خاليًا من الكربوهيدرات، أو منخفض الكربوهيدرات، كما ظهر أن عمر الحبوب يعود إلى 37 ألف سنة، بينما العلم الثابت حتى الآن أن الزراعة بدأت قبل عشرة آلاف سنة.

## معرض صور
| عصيدة تونسية حارّة | عصيدة سودانية | عصيدة ليبية بالرُّب |

## وصلات خارجية
- مقطع عن كيفيّة تصنع العصيدة الليبية.
- العصيدة الخليجية.